# Алі Ферґані
Алі Ферґані (араб. علي فرقاني, фр. Ali Fergani, нар. 21 вересня 1952, Оннен) — алжирський футболіст, що грав на позиції півзахисника. По завершенні ігрової кар'єри — футбольний тренер.
Виступав за клуби «Хуссейн Дей» та «Кабілія», а також за національну збірну Алжиру.

## Клубна кар'єра
У дорослому футболі дебютував 1969 року виступами за команду клубу «Хуссейн Дей», в якій провів десять сезонів, вигравши в останньому з них Кубок Алжиру.
1979 року перейшов до клубу «Кабілія», за який відіграв 7 сезонів. В новому клубі виграв п'ять національних чемпіонств, ще один кубок, а у 1981 році виграв перший для клубу Кубок африканських чемпіонів. Завершив професійну кар'єру футболіста виступами за команду «Кабілія» у 1986 році.

## Виступи за збірну
1973 року дебютував в офіційних матчах у складі національної збірної Алжиру. Протягом кар'єри у національній команді, яка тривала 12 років, провів у формі головної команди країни 68 матчів.
У складі збірної був учасником чемпіонату світу 1982 року в Іспанії. Також у її складі став фіналістом Кубка африканських націй 1980 року у Нігерії, бронзовим призером Кубка африканських націй 1984 року, півфіналістом Кубка африканських націй 1982 року, чвертьфіналістом на Олімпійських іграх 1980 року і учасником Кубка африканських націй 1986 року.

## Кар'єра тренера
Протягом роботи тренером працював з низкою алжирських та туніських команд. У 1990 році з командою «Кабілія» Ферґані виграв чемпіонат Алжиру, а також знову став переможцем Кубок африканських чемпіонів, а у 2004 році тренуючи клуб «Бізертен», став володарем Кубка туніської ліги.
Крім того двічі працював зі збірною Алжиру, з якою став чвертьфіналістом Кубка африканських націй 1996 року у ПАР.
Наразі останнім місцем тренерської роботи був клуб Алжир, команду якого Алі Ферґані очолював як головний тренер до 2005 року.

## Титули і досягнення

### Як гравця
- Чемпіон Алжиру: 1980, 1982, 1983, 1985, 1986
- Володар Кубка Алжиру: 1979, 1986
- Володар Кубка африканських чемпіонів: 1981
- Срібний призер Кубка африканських націй: 1980
- Бронзовий призер Кубка африканських націй: 1984

### Як тренера
- Чемпіон Алжиру: 1990
- Володар Кубка африканських чемпіонів: 1990
- Володар Кубка туніської ліги: 2004